# 谢无敌
谢无敌，柬埔寨政治家，现任柬埔寨发展理事会投资委员会秘书长、经济特区管理局主席，工商管理学士学位。曾与中国方面代表于2025年7月9日共同主持召开西哈努克港经济特区协调委员会第四次会议和中柬投资合作工作组首次会议。